# Ljudmyla Rogožyna
Ljudmyla Nykolaevna Rogožyna, coniugata Murav'eva (in ucraino Людмила Николаевна Рогожина-Муравьева?; Dnipropetrovs'k, 27 maggio 1959), è un'ex cestista sovietica.

## Carriera
Con l'Unione Sovietica ha disputato i Giochi olimpici di Mosca 1980, due edizioni dei Campionati mondiali (1983, 1986) e tre dei Campionati europei (1980, 1981, 1983).